# Vallagen
Vallagen (2005:837) är den lag som reglerar genomförandet av de allmänna val som hålls i Sverige till riksdagen, region- och kommunfullmäktige samt Europaparlamentet.
Vallagen antogs den 23 november 2005 och började gälla 1 januari 2006 (SFS 2005:837). Även i regeringsformen och kommunallagen (SFS 1991:900) finns bestämmelser om hur allmänna val skall genomföras. Folkomröstningar och val till Sametinget regleras inte av vallagen. Folkomröstningar regleras av regeringsformen (8 kap. 16 §). Kommunala och regionkommunala folkomröstningar regleras i kommunallagen (5 kap. 23 §).
Val till Sametinget regleras av sametingslagen (SFS 1992:1433). Det är Valmyndigheten som arrangerar allmänna val och folkomröstningar i Sverige (sametingsvalet arrangeras i samarbete mellan Valmyndigheten, länsstyrelsen i Norrbottens län och Sametingets valnämnd) och är ansvarig myndighet. Valmyndigheten skall även se till så att vallagen efterlevs.